# Ceballos (Argentine)
Pour les articles homonymes, voir Ceballos.
Ceballos est une localité rurale argentine située dans le département de Chapaleufú et dans la province de La Pampa.

## Démographie
La localité compte 323 habitants (Indec, 2010), soit une diminution de 2,4 % par rapport au précédent recensement de 2001 qui comptait 331 habitants.